# Bernard Parker Haigh
Bernard Parker Haigh, MBE (8. července 1884 – 18. ledna 1941) byl britský profesor aplikované mechaniky na Royal Naval College v Greenwichi známý pro svoji práci v oboru únavy kovových materiálů, svařování a teorie plasticity.

## Životopis
Bernard Parker Haigh se narodil 8. července 1884 v Edinburghu. Jeho otcem byl inženýr William Rylance Haigh. Haigh studoval na Allan Glen's School v Glasgowě a poté v letech 1901-1904 na University of Glasgow, kde obdržel titul B.Sc. (bakalář věd). Po studiích pracoval Haigh devět let jako strojní inženýr a elektroinženýr doma i v zahraničí, až se v roce 1911 či 1912 stal asistentem profesora Archibalda Barra na University of Glasgow.

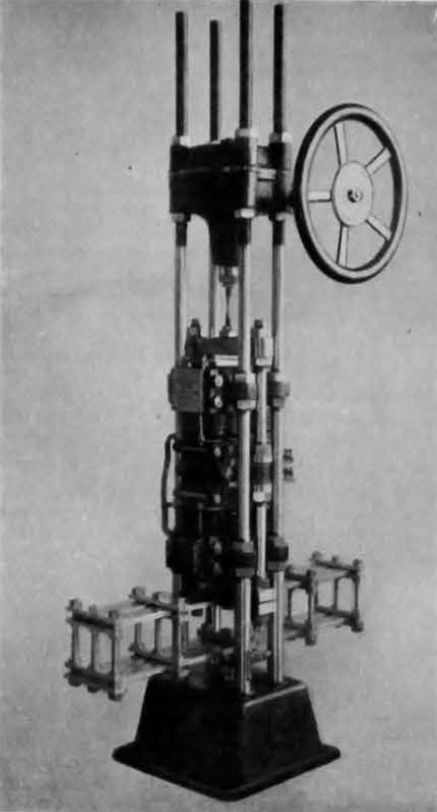
Zařízení pro únavové zkoušky materiálu dle Haighovy konstrukce, které vyráběla skotská firma Bruntons Ltd.

V roce 1912 Haigh představil konstrukci svého zařízení pro únavové zkoušky materiálu. Zkušební vzorky byly namáhány střídavým tahem a tlakem, s možností použít předpětí. Cyklické zatížení vzorků bylo vyvozováno pomocí elektromagnetů připojených ke zdroji střídavého napětí, předpětí pomocí pružin. Přístroje Haighovy konstrukce byly používány v řadě laboratoří po celém světě.
Od roku 1913 působil Haigh jako vyučující na Royal Naval College v Greenwichi, avšak titul D.Sc. (doktor věd), který obdržel v roce 1915, získal ještě na University of Glasgow. V roce 1915 Haighovi vyšel článek s výsledky únavových zkoušek s různým středním zatížením. Jejich výsledky Haigh zakreslil do grafu, kde na ose úseček vynášel střední napětí a na ose pořadnic amplitudy napětí, které charakterizovaly zatížení zkušebních vzorků, jež vedlo k lomu součásti po určitém počtu zátěžných cyklů. Tento typ zobrazení se dnes nazývá Haighův diagram a uplatňuje se při posuzování únavové pevnosti konstrukcí.
V lednu roku 1915 se Haigh oženil s Mildred May Coleovou. Měli spolu syna Iana.
Během první světové války Haigh spolupracoval s úřadem Admirality na vývoji paravánu, zařízení na ochranu lodí proti minám. Haigh přispěl k prodloužení životnosti vlečných lan paravánu, u kterých docházelo k únavovým lomům v důsledku nadměrných vibrací způsobených shodou vlastní frekvence kmitání lan a frekvence odtrhávání vírů. V souvislosti s touto prací Haigh zjistil, že životnost ocelových lan se může výrazně zkrátit, pokud jsou při zatěžování vystaveny koroznímu prostředí. Ke stejnému závěru došel při zkoumání únavy u mosazí, jehož výsledky publikoval v roce 1917. Haigh rovněž pozoroval, že vystavení součásti koroznímu prostředí před cyklickým zatěžováním má pouze malý vliv na životnost součásti. V roce 1918 Haigh obdržel za své služby v souvislosti s válkou vyznamenání člena Řádu britského impéria.

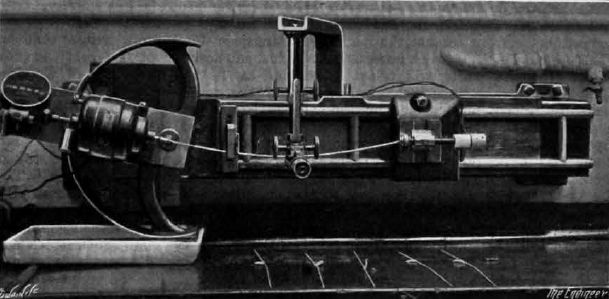
Raná verze Haighova-Robertsonova zařízení pro únavové zkoušky drátů

Koncem roku 1919 Haigh představil kritérium pro vznik mezního stavu pružnosti, založené na předpokladu existence limitní hustoty deformační energie. Toto kritérium, dnes známá jako Beltramiho-Haighova hypotéza, publikoval už v roce 1885 Eugenio Beltrami, avšak Haigh jeho práci pravděpodobně neznal. Pro zobrazení mezní plochy plasticity, která představuje geometrickou podobu kritéria, Haigh v článku použil trojrozměrný kartézský prostor, jehož souřadnice představovaly hodnoty hlavních napětí. Tento prostor je dnes znám jako Haighův prostor.
V roce 1921 se Haigh stal, po Jamesi Hendersonovi, profesorem aplikované mechaniky na Royal Naval College v Greenwichi. Během následujících let se Haigh dále věnoval studiu únavy materiálu, včetně problematiky koroze a pevnosti svarů, ale zabýval se i svařováním obecně, věnoval se problematice vibrací hřídelů a teorii plasticity. V roce 1923 například navrhl společně s J. S. Wilsonem provádět testy únavové pevnosti při zatížení, jehož velikost nepřesahuje mez kluzu. Toto omezení se dnes používá při zjednodušené konstrukci Haighova diagramu. Kolem roku 1933 Haigh společně s T.S. Robertsonem také vyvinul zařízení na zkoušení únavové pevnosti drátů. Haigh byl rovněž členem řady odborných komisí a společností a častým přispěvatelem do odborných časopisů. Není však známo, že by byl autorem nějaké knihy.
Na začátku druhé světové války se Haigh podílel na návrhu zařízení pro zneškodňování magnetických min. Přišel s myšlenkou táhnout za párem rovnoběžně plujících minolovek dráty, jimiž by v pulzech procházel elektrický proud. Vybuzené magnetické pole mělo způsobit výbuch min, které by dále neohrožovaly lodní provoz. Jím navržený postup nebyl prakticky realizovatelný, ale jeho upravená verze, navržená Charlesem Frederickem Goodevem, byla úspěšně používána britským námořnictvem od roku 1940.
Haigh zemřel 18. ledna 1941 ve věku 56 let na zápal plic.

## Publikace
- A new machine for alternating load tests (1912)[6]
- Alternating stress testing machine with record of researches carried out (1915)[19]
- Report on Alternating Stress Tests of a Sample of Mild Steel received from the British Association Stress Committee (1916)[7]
- Experiments on the fatigue of brasses (1917)[10]
- Strain-energy Function and the Elastic-limit (1920)[20][21]
- Strain-energy Function and the Elastic limit (1922)[22]
- Stresses in Bridges (1924)[15]
- Hysteresis in relation to cohesion and fatigue (1928)[23]
- Electric welding as an integral part of structural design (1939)[24]